# 乌兹别克斯坦护照
乌兹别克斯坦護照（下稱「烏茲別克護照」），是由乌兹别克斯坦政府向該國公民發出的身份證明及旅行證件，分為內部及外部護照兩種。
乌兹别克外部護照在全球有效，並可按相關簽證要求在各國出入境。
目前，此等護照簽發機構為烏茲別克國家人事登記中心（2011年前由內政部發行），而空白護照本由國家印刷廠印製。

## 歷史
在1991年蘇聯解體後，烏茲別克成為其中一個成功獨立的加盟共和國。但是，剛獨立的烏茲別克政府並未立即發行護照，而是容許公民持有前蘇聯護照，在有效期內繼續使用。
直到1995年1月1日，烏茲別克政府才開始發行首個版本的烏茲別克護照，以逐步取代前蘇聯護照。

### 護照版本
自1995年首次發行起，烏茲別克護照歷經兩個版本，詳述如下：

#### 1995年版
首個版本的烏茲別克護照於1995年元旦起發行。與以往的蘇聯護照不同，烏茲別克護照採用綠色封面，並以西里爾字母拼寫的烏茲別克文，以及英文標示國名和「護照」字樣。但是，此版本護照仍舊不是可機讀格式。
由於1995年版護照主要充當身份證使用，因此有效期亦相當長，分為25年、20年及終身有效三種（相應地，每一名公民亦會在剛出生、25歲及45歲時領用/換領新護照，而年滿16歲公民必須領有護照）。至2000年代，護照有效期縮短至9年。
在新版護照推出以後，政府亦相應通過法令，宣佈仍有效的1995年版護照，於2015年全數失效。但是，海外僑民仍然可以使用有效期仍未屆滿的舊版護照返回烏茲別克。

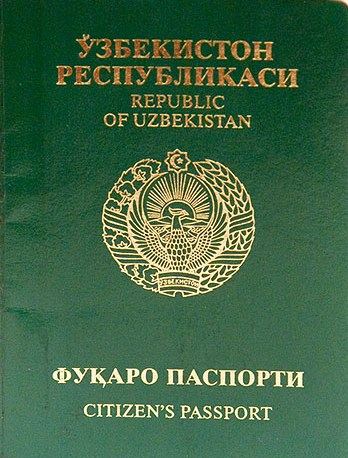
1995年版護照封面
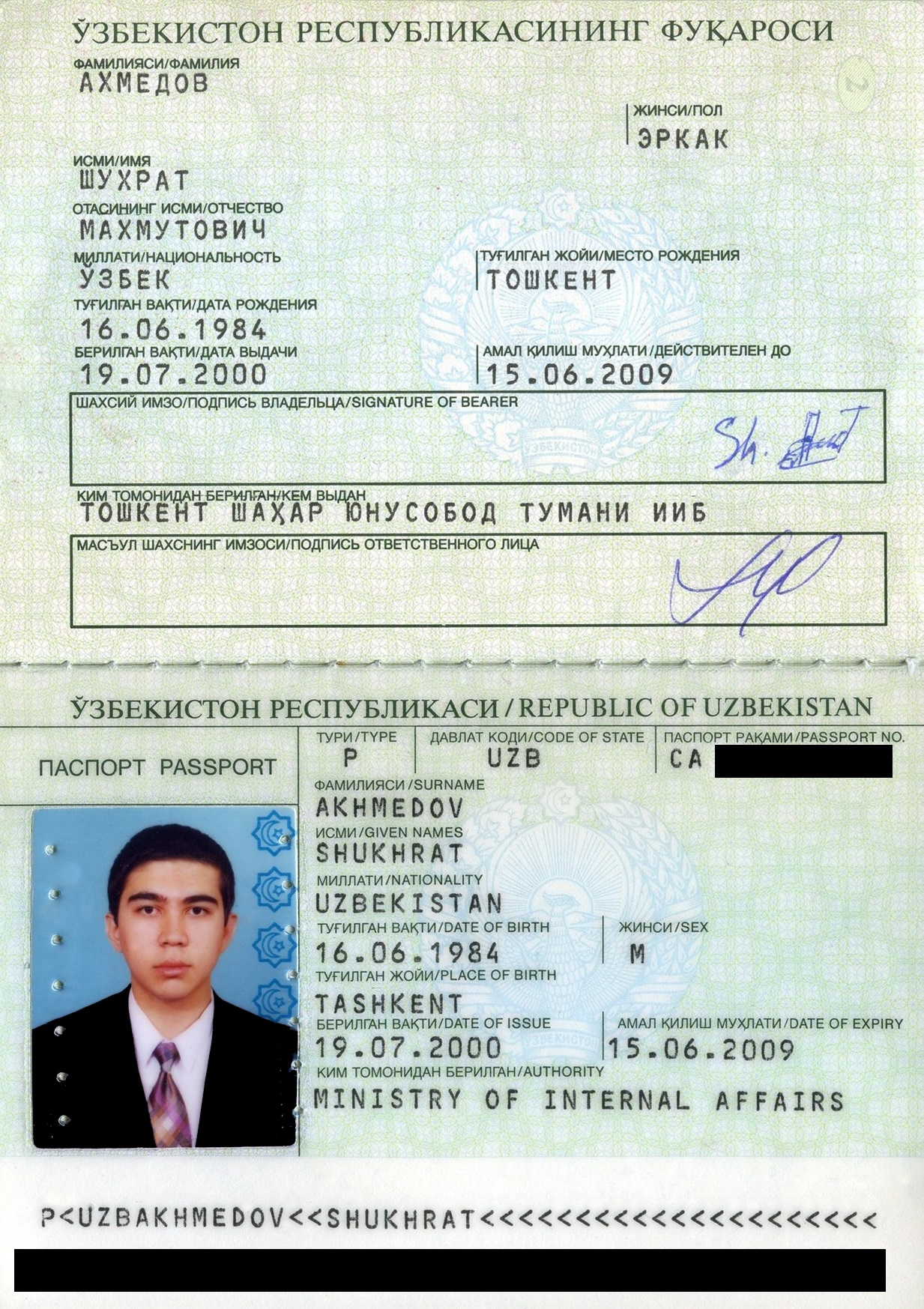
1995年版護照資料頁

#### 2011年版
烏茲別克政府於2009年起開發新一代的生物特徵護照，原訂於2010年推出，但最後延至2011年1月才開始申請程序，同年11月1日發行，成為現行的烏茲別克護照版本。所有護照有效期為10年。
此版本護照封面仍然採用綠色，但改用了羅馬化的烏茲別克文標示國名和「護照」字樣，並加入了識別晶片。

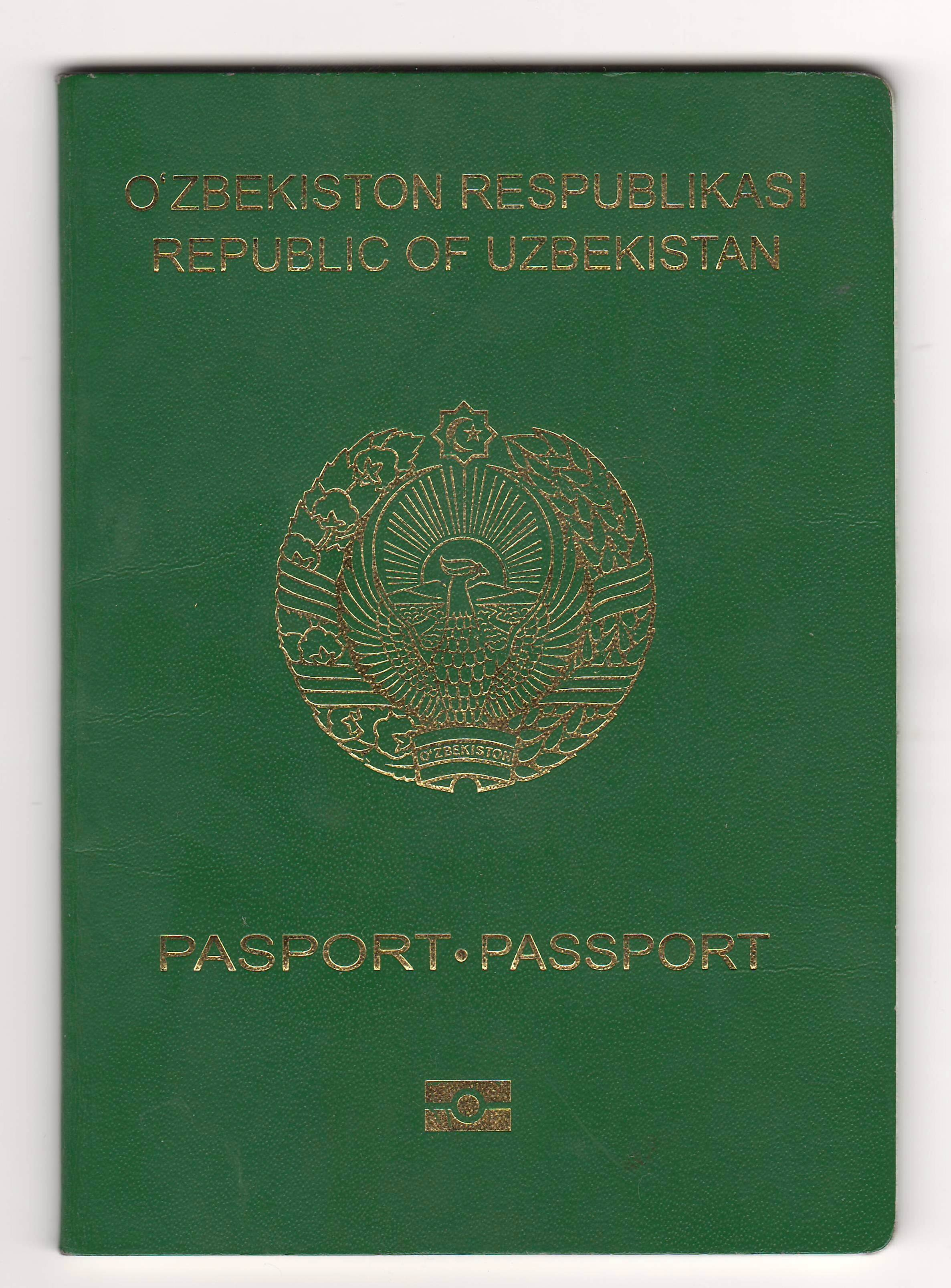
2011年版護照封面
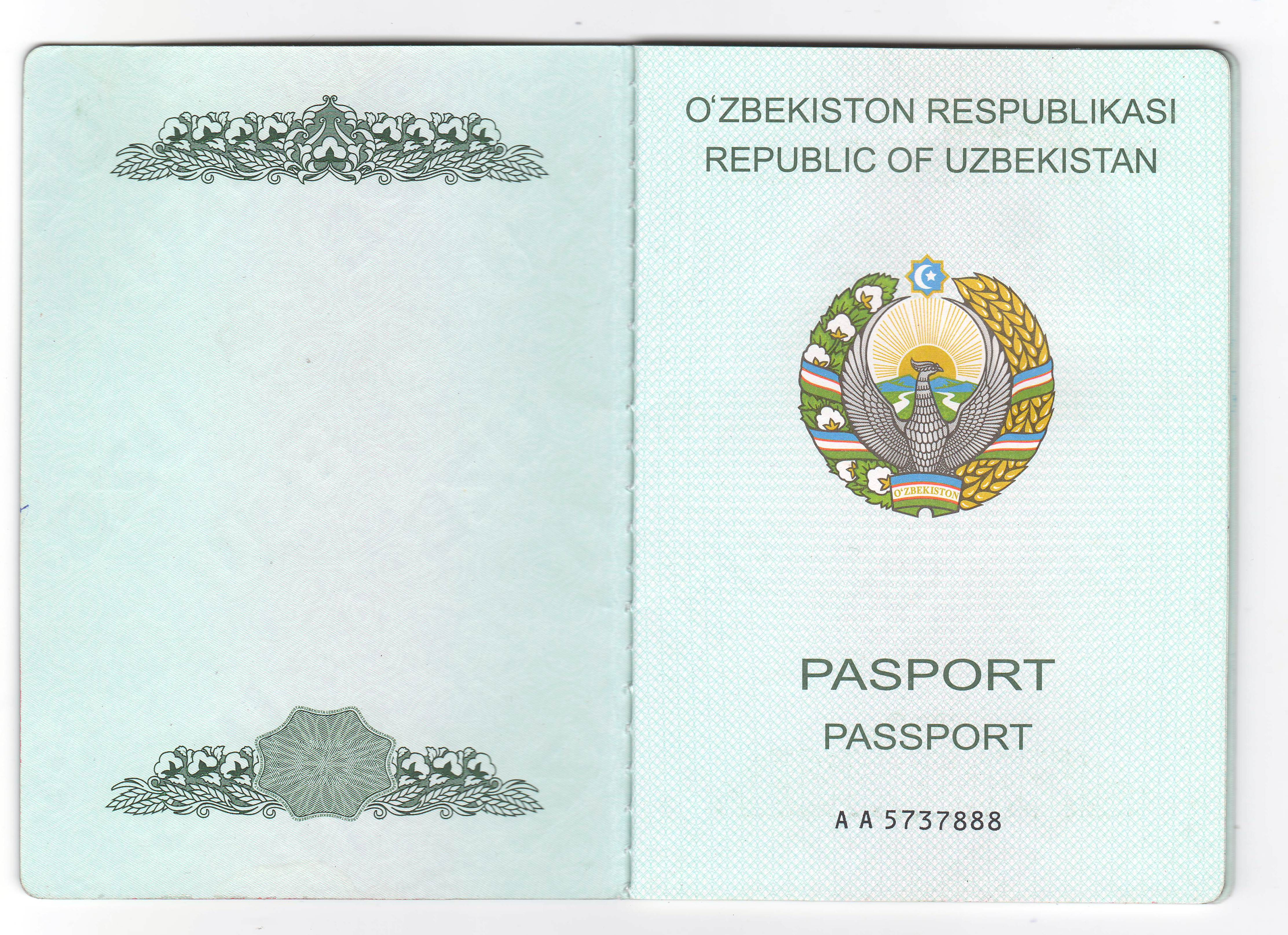
2011年版護照首頁
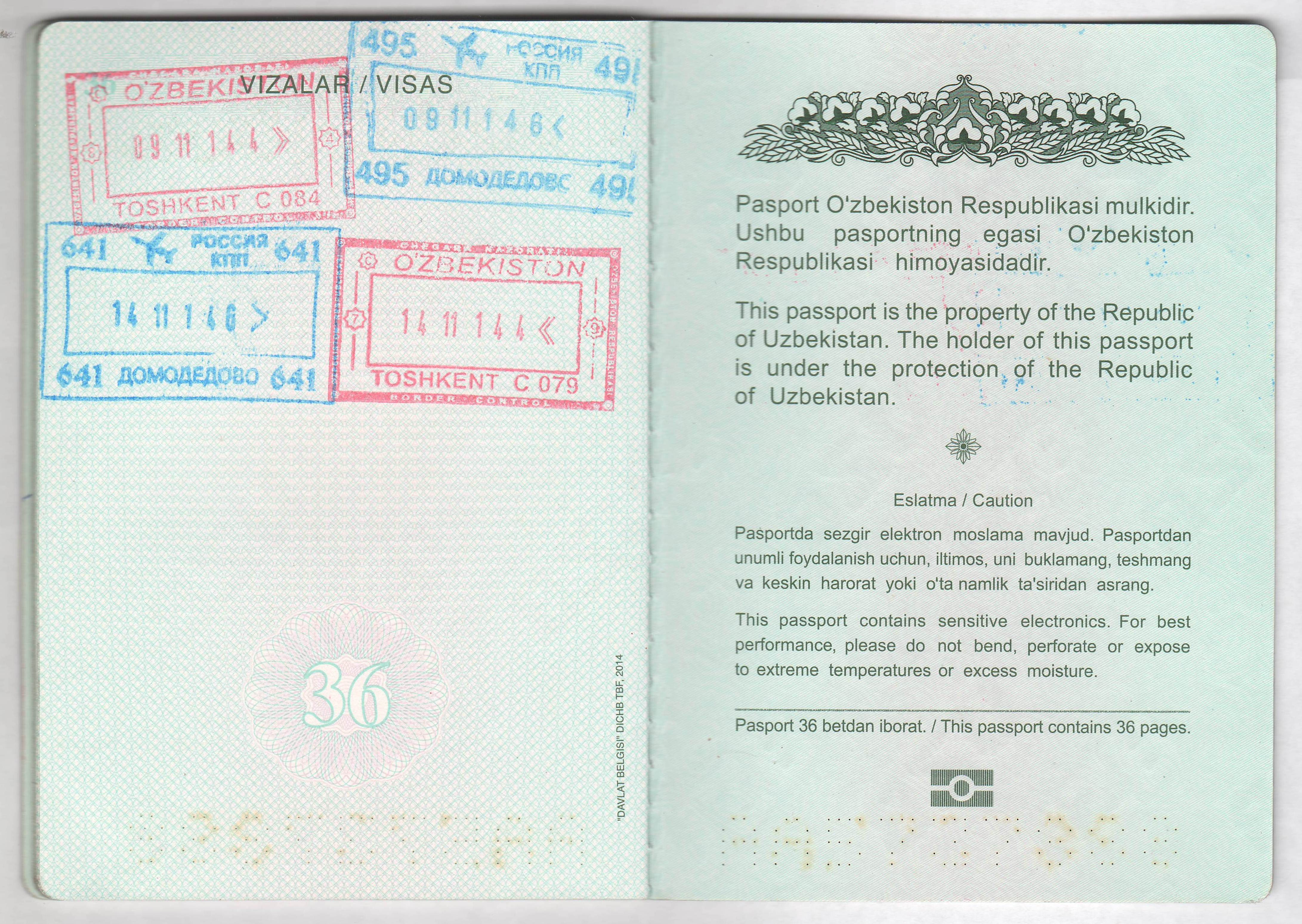
2011年版護照末頁

### 出境限制
於2019年前，若烏茲別克公民需要前往獨聯體以外國家旅遊，必須向警方申請「出境簽證」，並需時15日或以上處理，有效期為兩年。隨著政府於2019年元旦起發行外部護照，以供公民出國之用，出境簽證亦因而成為歷史；與此同時，每名公民必須領用的護照，亦相應地成為只在獨聯體適用的「內部護照」。

## 類別
- 普通護照
  - 內部護照（必須領用）
  - 外部護照
- 難民護照
- 外交護照

## 申請程序
申領烏茲別克護照的手續，必須在「國家人事登記中心」或駐外機構指定櫃檯辦理。
在提交申請時，必須備妥以下證明文件：
- 已填妥的申請表
- 婚姻證明（已婚或離婚人士適用）
- 出世紙（16歲或以下人士適用）
- 近照2張
- 父母護照副本（若已離婚或去世，則需要附上離婚證或死亡證）

海外申請人續領護照時，需另外提交以下文件：
- 永久居留權證明貼紙
- 合法僑居海外證明

如在駐外機構辦證，費用必須以支票繳交。現時，在外國辦理烏茲別克內/外部護照的費用為70美元；若在到期後才申請續領，另需繳納每年50美元的罰款。

## 護照內容

### 個人資料頁
所有內容均以烏茲別克文及英文對照印刷，詳列如下：
- 相片
- 證件類別（P）
- 國家代碼（UZB）
- 姓名
- 護照編號（兩位字母加七位數字）
- 性別
- 國籍（Uzbekistan）
- 生日
- 出生地
- 簽發日
- 到期日
- 職位（不適用於普通護照）
- 簽發機關（國家人事登記中心）
- 機讀區

此外，個人資料頁亦設有若干防偽特徵，包括UZB字樣水印、右側的螢光國徽等。

### 簽證頁
整本護照的簽證頁數為33頁，每頁均附有以紫外螢光墨水印刷的國徽及頁碼。而在最後一頁，則另外附有防偽保險線。

### 宣告頁
在護照的封底為宣告頁，頁面上方的宣告內容如下：
烏茲別克文：
|  |

英文：
|  |

中文語意如下：
| 此護照為烏茲別克斯坦共和國財產。護照持有人受烏茲別克斯坦共和國保護。 |

而在宣告頁下方的告示，則指出護照封面內置識別晶片，必須妥善放置。

## 旅行待遇
根据2025年1月8日发布的亨利护照指数，乌兹别克斯坦护照可免签证、落地签证或电子签证入境62个国家和地区，位居世界第80，与古巴护照并列。

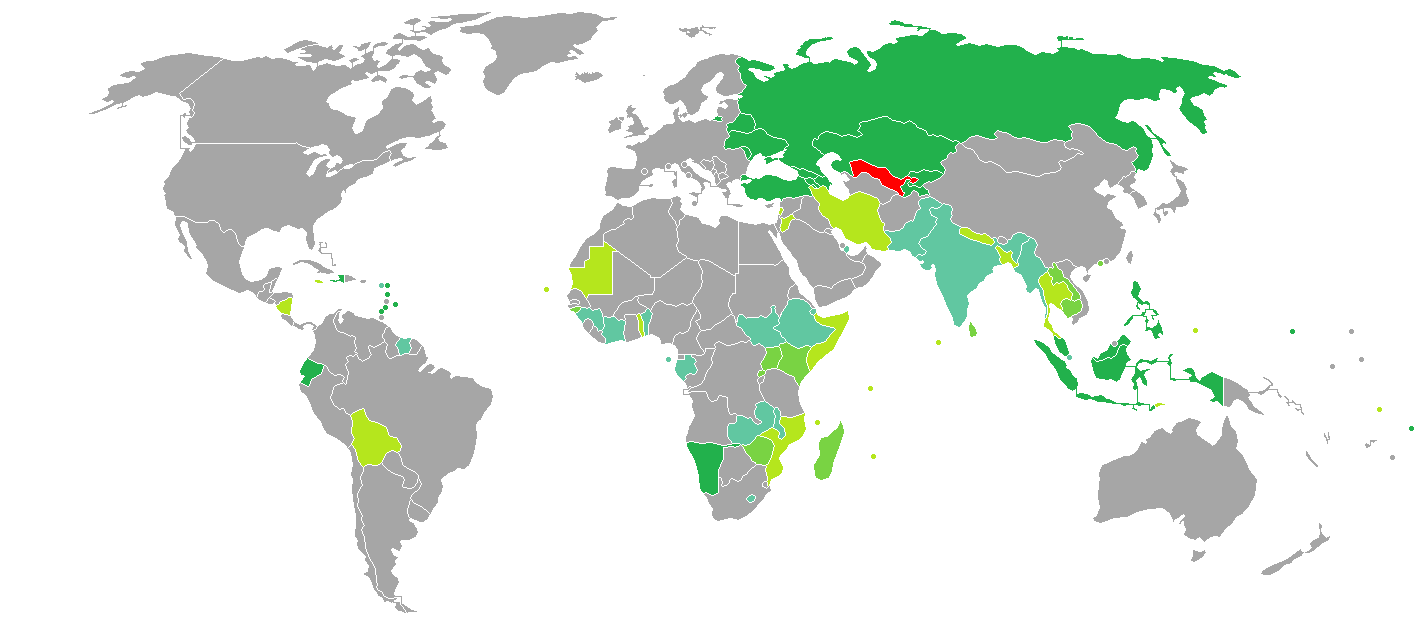
烏茲別克公民簽證要求
乌兹别克斯坦
免簽證
落地簽證
電子簽證
需要簽證